# Međužupanijska liga HBŽ i ZHŽ
Međužupanijska nogometna liga Hercegbosanske i Zapadnohercegovačke Županije je  županijsko ligaško natjecanje četvrtog stupnja u nogometu koje se odigrava na području dvije županije Federacije BiH. Natjecanje obuhvaća klubove iz Hercegbosanske županije i Zapadnohercegovačke županije. Organizatori natjecanja su nogometni savezi navedenih županija, koji naizmjence vode natjecanje.

## Struktura lige
Prvoplasirana ekipa na kraju sezone ulazi u viši rang natjecanja – Drugu ligu FBiH – Jug, a nitko ne ispada jer nema niže lige.
U sezoni 2012./13. u natjecanju sudjeluje šest klubova – dva iz ZHŽ, četiri iz HBŽ, a igra se četverokružnim liga-sustavom, dakle 20 kola. 
U sezoni 2013./14. i 2014./15 sudjeluju samo četiri kluba iz HBŽ. 
U sezoni 2015./16. liga broji pet klubova, tri iz HBŽ i dva iz ZHŽ, a sljedeće sezone šest klubova. 
U sezoni 2017./18. u ligi sudjeluje sedam klubova, pet iz HBŽ i dva iz ZHŽ.
U sezoni 2018./19. u ligi sudjeluje sedam klubova, četiri iz HBŽ i tri iz ZHŽ.
Od sezone 2019./20. do sezone 2022./23. u ligi sudjeluje sedam klubova, pet iz HBŽ i dva iz ZHŽ. 
U sezoni 2023./24. u ligi sudjeluje osam klubova, pet iz HBŽ i tri iz ZHŽ.
U sezoni 2024./25. u ligi sudjeluje devet klubova, pet iz HBŽ i četiri iz ZHŽ.

## Sudionici u sezoni 2024./25.
- NK Blato, Ljuti Dolac
- HNK Drinovci, Drinovci
- HNK Junak, Srđevići
- HNK Kupres '97, Kupres
- HNK Mesihovina, Mesihovina
- NK Rakitno, Rakitno
- NK Šator, Glamoč
- NK Šujica, Šujica
- NK Vir, Vir

## Dosadašnji osvajači
- 2003./04. i ranije – ?
- 2004./05. – NK Ljuti Dolac, Ljuti Dolac[3]
- 2005./06. – NK Kamešnica, Podhum[4]
- 2006./07. – NK Croatia TG, Kongora
- 2007./08. – NK Seljak, Vidoši
- 2008./09. – NK Blato, Ljuti Dolac
- 2009./10. – NK Kamešnica, Podhum
- 2010./11. – NK Bigeste, Ljubuški
- 2011./12. – NK Vir, Vir
- 2012./13. – HNK Junak, Srđevići
- 2013./14. – NK Šujica, Šujica
- 2014./15. – NK Troglav 1918, Livno
- 2015./16. – HNK Mladost, Široki Brijeg
- 2016./17. – NK Šujica, Šujica
- 2017./18. – NK Šujica, Šujica
- 2018./19. – NK Ljubuški, Ljubuški
- 2019./20. – NK Šujica, Šujica
- 2020./21. – HNK Drinovci, Drinovci
- 2021./22. – HNK Drinovci, Drinovci
- 2022./23. – HNK Junak, Srđevići
- 2023./24. – HNK Drinovci, Drinovci
- 2024./25. – HNK Drinovci, Drinovci

## Vanjske poveznice
- Županijski nogometni savez Županije Hercegbosanske
- (engl.) sofascore.com, MŽNL HBŽ/ZHŽ
- sportdc.net, Međužupanijska liga HBŽ/ZHŽ